# Alef (linguaggio di programmazione)
Alef è un linguaggio di programmazione sviluppato da Phil Winterbottom presso i Bell Labs come parte del sistema operativo Plan 9.
Nel febbraio 2010, Rob Pike osservò: "...sebbene Alef sia stato un linguaggio utile, si è dimostrato troppo difficile da mantenere attraverso architetture multiple, quindi abbiamo preso il meglio del linguaggio e costruito la nostra libreria C per la gestione dei thread".

## Esempio
L'esempio seguente, estratto dall'Alef Language Reference Manual, illustra l'uso del tipo di dato tupla:
```
 
(
int
,
 
byte
*
,
 
byte
)
 

 
func
()
 

 
{
 

  
return
 
(
10
,
 
"hello"
,
 
'
c
’
);
 

 
}

 
void
 

 
main
()
 

 
{

   
int
 
a
;
 

   
byte
*
 
str
;
 

   
byte
 
c
;
 

   
(
a
,
 
str
,
 
c
)
 
=
 
func
();
 

 
}

```